# 切手のないおくりもの
「切手のないおくりもの」（きってのないおくりもの）は、チューリップの財津和夫が作詞・作曲した日本のポピュラーソング。

## 概要
1977年に、NHKの音楽番組『歌はともだち』で発表された。同番組ではペギー葉山、南沙織、あべ静江、森山良子や他の出演者によって歌われた。
歌詞やメロディが母親や小学生の間で人気を集め、ピーク時にはNHKに1日1万通もの楽譜を要望する葉書が殺到するなど、大きな反響を呼んだ。同年、ボニージャックスを皮切りに、ペギー葉山、田中星児など、数社の競作でシングルレコードが発売された。
好評ぶりから1978年6月に、歌番組『みんなのうた』で放送され、またも大きな反響があった。1982年10月と、1996年6月に2回リメイクされている。カバー盤を含むレコードなどの総売上が100万枚を超える大ヒットとなった。
作詞・作曲者の財津和夫によると、この曲はアメリカのポピュラーソング「ユー・アー・マイ・サンシャイン」のような曲を、と依頼されて製作したという。

## みんなのうた放送版

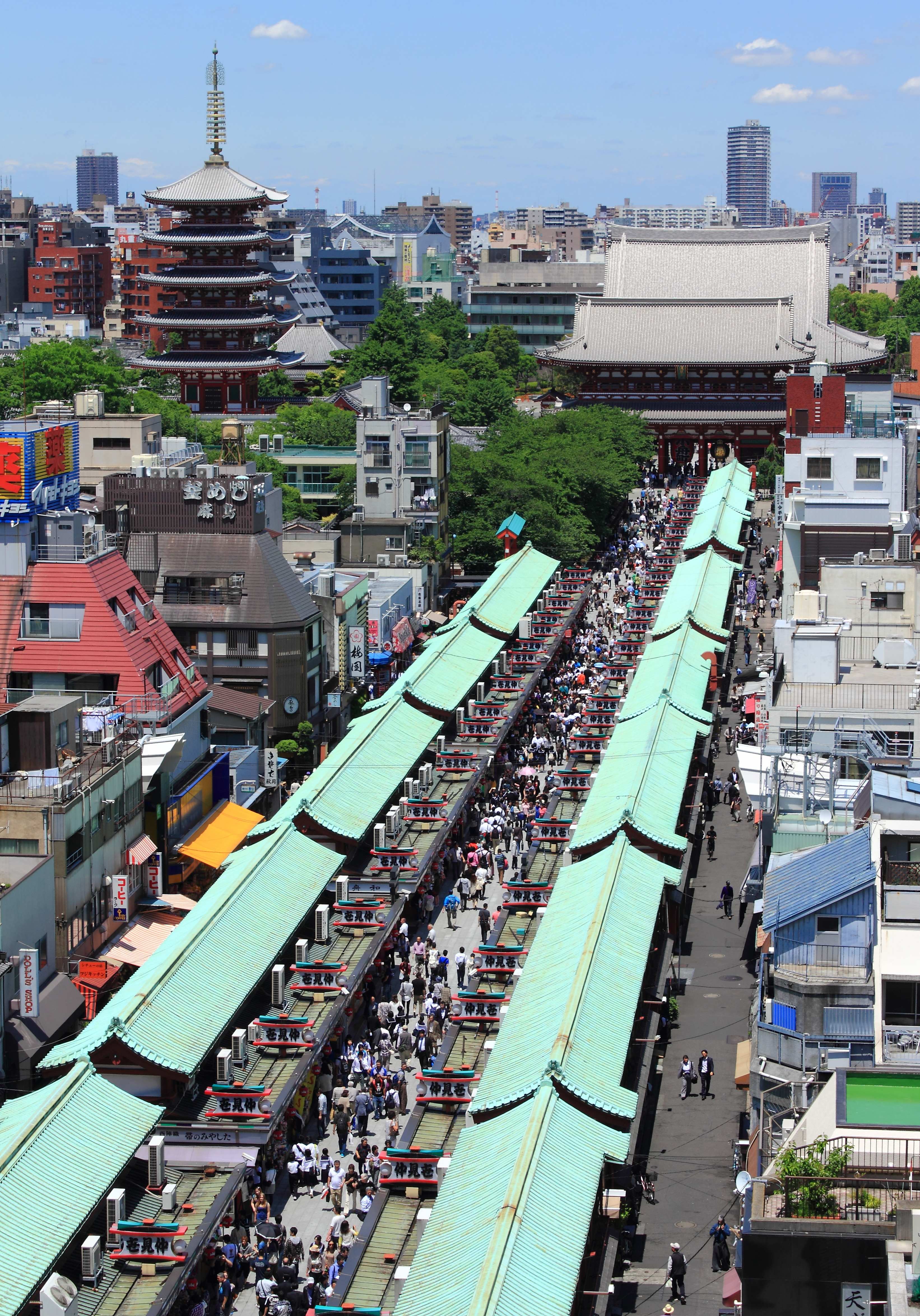
（*2）映像の主な舞台である浅草寺（2012年撮影）

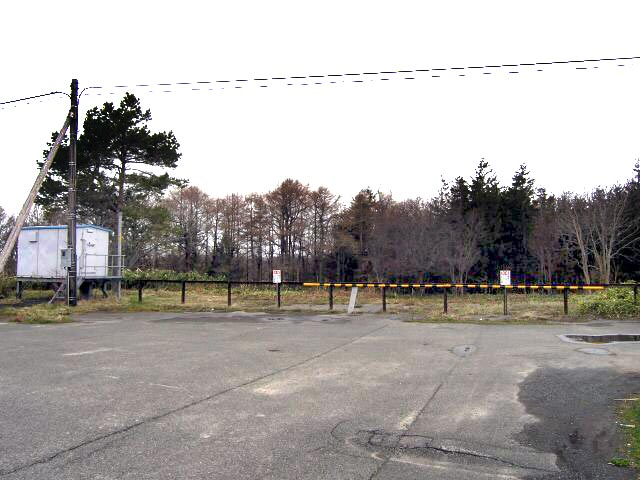
（*2）映像に登場した芦川駅跡（2005年5月撮影）

### オリジナル版
1978年6月に登場。うたは、財津和夫とチューリップ（チューリップは演奏とバックコーラスを担当）。16ミリ実写映像を使用し、財津和夫本人が出演。モノラル音源。放送では、1・2・4・5番を歌っている。3バージョンの内、このバージョンがNHKに現存していなかったが、2011年9月23日放送の『みんなのうたフェスティバル』で「『みんなのうた』発掘プロジェクト」により放送された。その後、DVDの第2弾にこのバージョンが映像特典として収録され、2012年3月19日深夜（3月20日未明）の『みんなのうた発掘スペシャル』でも放送された。

### リメイク版
1982年10月に登場。うたは財津和夫の完全ソロになり、こちらも16ミリ実写映像で財津和夫本人が出演しており、歌詞も1・2・4・5番を使用しているが、最後に1番を歌っている。映像はオリジナル版同様実写で、東京の「浅草寺」を主な舞台とし、一部に国鉄（当時）宗谷本線に当時所在した「芦川駅」（2001年7月1日廃駅）が登場する。ちなみにDVDに収録されているのは、このバージョンである。2013年8月17日・9月21日に『みんなのうたリクエスト』で再放送された。

### 再リメイク版
1996年6月に登場。うたは財津和夫のソロで、アレンジも1982年10月と同じだが、間奏と最後に女性コーラスがついているのが特徴。映像は古川タクによるセルアニメ。この音源がCD化されている。2013年4月20日と5月18日には『みんなのうたリクエスト』で再放送された。

## 発売した歌手
- ペギー葉山（キングレコード版シングルTV(H)31収録。B面曲は「生きるものの歌」）
- ボニージャックス（フィリップス版シングルFS-2050収録。B面は「しっぽの丸い小犬」）
- ジム・ロック・シンガーズ（テイチク版シングルRS-67収録。B面は「ハローサンシャイン」）
- 田中星児（ビクター版シングルSV-6204収録。B面は「なにしてる」）
- 春口雅子、杉並児童合唱団（日本コロムビア版カバー音源）
- ピコ（キャニオン版カバー音源。1979年発売『NHK「みんなのうた」より 切手のないおくりもの/坊がつる讃歌』C15G0026収録）
- 芹洋子
- ヴォーチェ・アンジェリカ（1988年発売『NHK「みんなのうた」より おじいちゃんていいな』BY25-5024収録）
- 速水けんたろう（2002年発売『けんたろうとミクのワイワイキッズ』より 最新ベスト たからばこ）
- 林アキラ
- 後藤叶圭（光文書院『みんなのうた』CD-BOX(1)、2002年11月18日発売『子供の歌(9) 思い出を作ろう』（キープ／日本クラウン、CD：TCD-509／カセット：TMC-509）収録）
- 杉並児童合唱団
- タンポポ児童合唱団（2005年発売『星とたんぽぽ〜金子みすゞの詩をタンポポの歌にのせて』収録）
- アナ（『一緒にうたおう!NHKみんなのうた〜大人Ver.〜』収録）
- 池田ソラ、池田トーイ、大内亮介、大内達也、北林はじめ、南雲凛、ヨシダシュルト、ヨシダアンジ（『一緒にうたおう!NHKみんなのうた〜こどもver.〜』収録）
- Acid=Stone Valley（『EXIT TRANCE PRESENTS 学校トランス 〜4時限目〜』収録）
- 伴都美子（『Voice〜cover you with love〜』収録）
- 光田健一（『The BrillianTrio***DEAI』収録）
- ドリーミング（初出は1991年発売『アンパンマンがえらんだこどものうた〜おつかいありさん』）
- DEEN featuring 上松美香（2010年2月17日発売『和音〜Songs for Children〜』収録）
- ROCO（2012年発売『こどもじゃず その5』収録）
- 樋口了一（『よろこびのうた／手紙〜親愛なる子供たちへ〜』収録）
- 夏川りみ（『あすという日が』収録）
- つじあやの（2013年10月30日発売、音楽配信限定）
- 小野リサ（アルバム『Japao』収録）
- 羊毛とおはな（『LIVE IN LIVING '13』収録）
- 平井堅（『Ken's Bar III』収録）
- WANIMA（2016年発売のシングル「JUICE UP!!」収録）
- 山田姉妹（2017年発売『あなた 〜よみがえる青春のメロディー』収録）
- 東京都神代中学校合唱団（2000年3月23日発売『小学生のための「ハロー！マイソング」(6)中学年向き(2)』収録）
- 石丸幹二（2024年11月6日発売 カバー・アルバム『with FRIENDS』収録）クリヤ・マコト（ピアノ）、納浩一（ベース）、則竹裕之（ドラムス）

## その他
手話ソングとしても知られている。
2008年12月31日に行われた第59回NHK紅白歌合戦では、大橋のぞみの独唱のあと全員で合唱してオープニングを飾り、テーマである「歌の力 ひとの絆（きずな）」を印象付ける演出が行われた。2018年12月31日の第69回では、キッズソングコーナーで、財津に縁の深い松田聖子が1フレーズ歌唱した。2024年12月31日の第75回ではオープニングに使用し、曲に合わせて歌手が入場した。
2011年、奥浩哉によるSFマンガを映画化した「GANTZ」では、劇中で田中星児が歌ったバージョンが挿入歌として使用された。若き日の田中星児をモチーフにした怪人「田中星人」が持っているラジカセから流れる歌という設定であった。
2016年、WANIMAが歌ったバージョンがカーセンサーのコマーシャルソングとして使用された。
Jリーグ・柏レイソルのサポーターが試合中に歌うチャント（応援歌）の原曲としても知られる。レイソルの本拠地である柏市から中継した『NHKのど自慢』2015年12月6日放送分では、レイソルのサポーターが出場してこの曲を歌唱、ゲストの香取慎吾（当時SMAP）とのトークでこの曲とレイソルについて語る一幕があった。
JR西日本の企業CM曲「一人ひとりの思いを、届けたい編」（2016年制作）として使用されている。歌手は、小池光子（ビューティフルハミングバード）。
2023年6月 サントリーのCM「#素晴らしい過去になろう 愛鳥活動 50周年」篇で使用。歌手は稲垣吾郎、草彅剛、香取慎吾。